# San Miguel (Chile)
San Miguel é uma das 32 comunas que compõem a cidade de Santiago, capital do Chile.
A comuna limita-se; a norte com Santiago; a leste com San Joaquín; a sul com San Ramón e La Cisterna; a oeste com Pedro Aguirre Cerda.